# إليزابيث بيل (ممثلة)
إليزابيث بيل (بالإنجليزية: Elizabeth Bell)‏ هي ممثلة بريطانية، ولدت في 20 مارس 1941 في ليدز في المملكة المتحدة، وتوفيت في 21 أكتوبر 2012 في لندن في المملكة المتحدة بسبب سرطان المريء.

## وصلات خارجية
- إليزابيث بيل (ممثلة) على موقع IMDb (الإنجليزية)
- إليزابيث بيل (ممثلة) على موقع قاعدة بيانات الفيلم (الإنجليزية)